# Zeitmarke
Zeitmarke bezeichnet eine Marke (d. h. ein Zeichen im weitesten Sinne), welche einen bestimmten Zeitabschnitt oder Zeitpunkt kennzeichnet. Beispiele sind:
- der Jahresring eines Baumes
- der Achsknick eines romanischen oder gotischen Kirchengebäudes